# Hannes Mayer (Architekt)

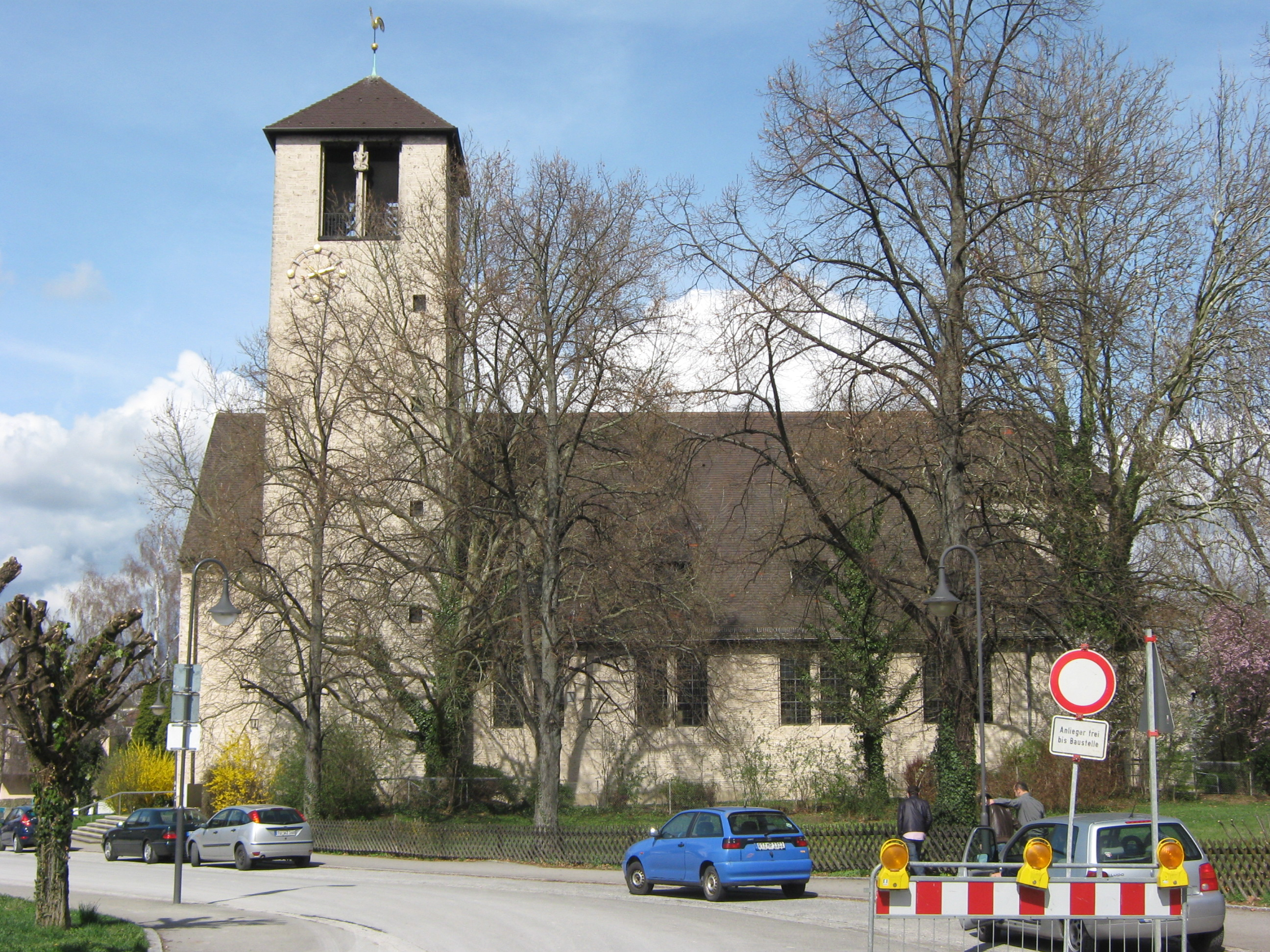
Christuskirche, Reutlingen, erbaut 1936

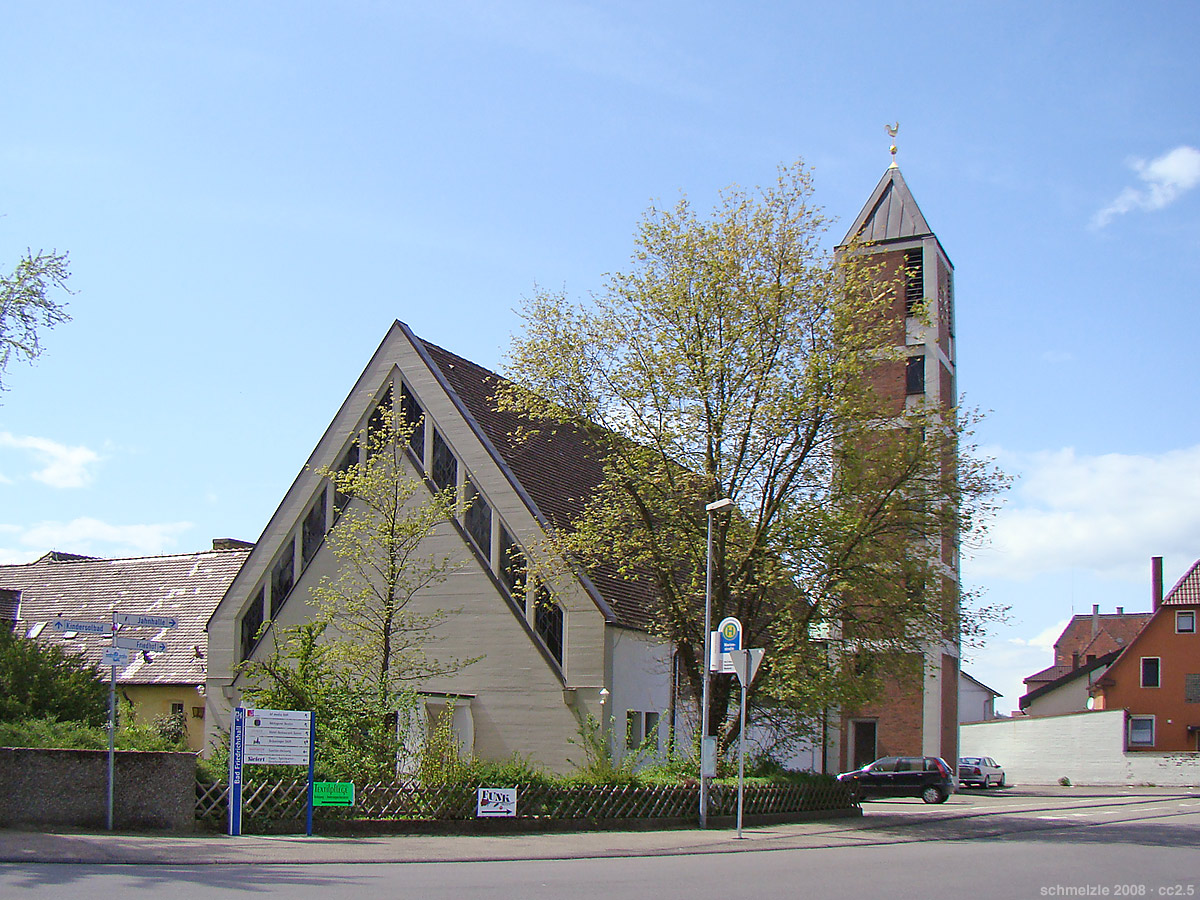
Erlöserkirche, Jagstfeld, erbaut 1967

Hannes Mayer (* 13. Juni 1896 in Ulm; † 3. Januar 1992 in Stuttgart, amtlich Hans Ernst) war ein deutscher Architekt und Baubeamter.

## Leben
Mayer studierte an der Technischen Hochschule Stuttgart und arbeitete zunächst als Assistent seines Lehrers Paul Schmitthenner, den er 1933 bei der Planung der Kochenhofsiedlung unterstützte. Er übernahm dort die Planung für das Haus Nr. 22 in der Hermann-Pleuer-Str. 8. Neben der Reutlinger Christuskirche (1935/1936) entwarf er 1938 auch die evangelische Thomaskirche in Stuttgart-Kaltental.
1940 bis 1945 leitete er das Hochbauamt in Heilbronn. Nach dem Krieg ist ihm die Sicherung und Wiedereinrichtung der beim Luftangriff auf Heilbronn 1944 zerstörten Heilbronner Kirchen Nikolaikirche und Kilianskirche zu verdanken. Weiter hat er die 1972 zugunsten eines Neubaus abgebrochene Pauluskirche an der Karlstraße 33 erbaut, dessen Grundsteinlegung am 3. Oktober 1948 erfolgte. Am 12. Februar 1949 konnte das Richtfest gefeiert werden. Die Architektur des 1972 wieder abgebrochenen Sakralbaus zeichnete sich durch Schlichtheit und einfache Schönheit aus; das Material (Holz) prägte das Innere des Sakralbaus:

„Der Gesamtbau, der Betraum und Gemeindehaus miteinander verbindet, zeichnet sich in äußerer Linienführung und innerer Ausstattung durch stilvolle Schlichtheit und Klarheit aus. Vor allem der Kirchenraum selbst mit dem großflächigen Grau der Wände und der warmen Holztönung der Decke und des Gestühls atmet in seiner einfachen Schönheit echte Weihe.“

1965 wurde Mayer damit beauftragt, einen Vorschlag zur Umgestaltung der Brenzkirche auf dem Stuttgarter Killesberg zu machen. Der Oberkirchenrat stellte sich jedoch gegen eine Verkleinerung der Ostfenster und gleichzeitige Vergrößerung der Westfenster, um das Gebäude zumindest minimal der ehemaligen Bauhaus-Architektur anzunähern.  Mayer konnte daher nur bei einfachen Renovierungsarbeiten, wie Holzdecke, Spaltklinkerboden oder blaue statt braune Kirchenbänke, Akzente setzen, die 1968 fertiggestellt waren.
Einer seiner letzten Kirchenbauten war die Erlöserkirche in Jagstfeld, die 1967 fertiggestellt wurde.

## Kirchenbauten
Die Jahreszahl gibt das Fertigstellungsdatum an:

### Neubauten
- 1936: Reutlingen, Ev. Christuskirche (Neubau)[9][10]
- 1938: Stuttgart-Kaltental, Ev. Thomaskirche (Neubau)[11][12]
- 1949: Heilbronn, Ev.-meth. Pauluskirche (Neubau; Abriss 1972 zugunsten einer neuen Kirche)
- 1953: Bad Friedrichshall-Offenau, Ev. Heilig-Geist-Kapelle (Neubau)
- 1953: Eberstadt, Ev. Ulrichskirche: (Abbruch und Neubau der alten Sakristei, Chor-Renovierung)[13]
- 1956: Geislingen/Steige, Ev. Pauluskirche (Neubau)[14][15]
- 1957: Kochendorf-Oedheim, Ev. Christuskirche (Neubau)
- 1959: Stuttgart-Nord, Ev. Waldkirche von 1928 (Anbau)[16]
- 1967: Bad Friedrichshall-Jagstfeld, Ev. Erlöserkirche (Neubau)[17]

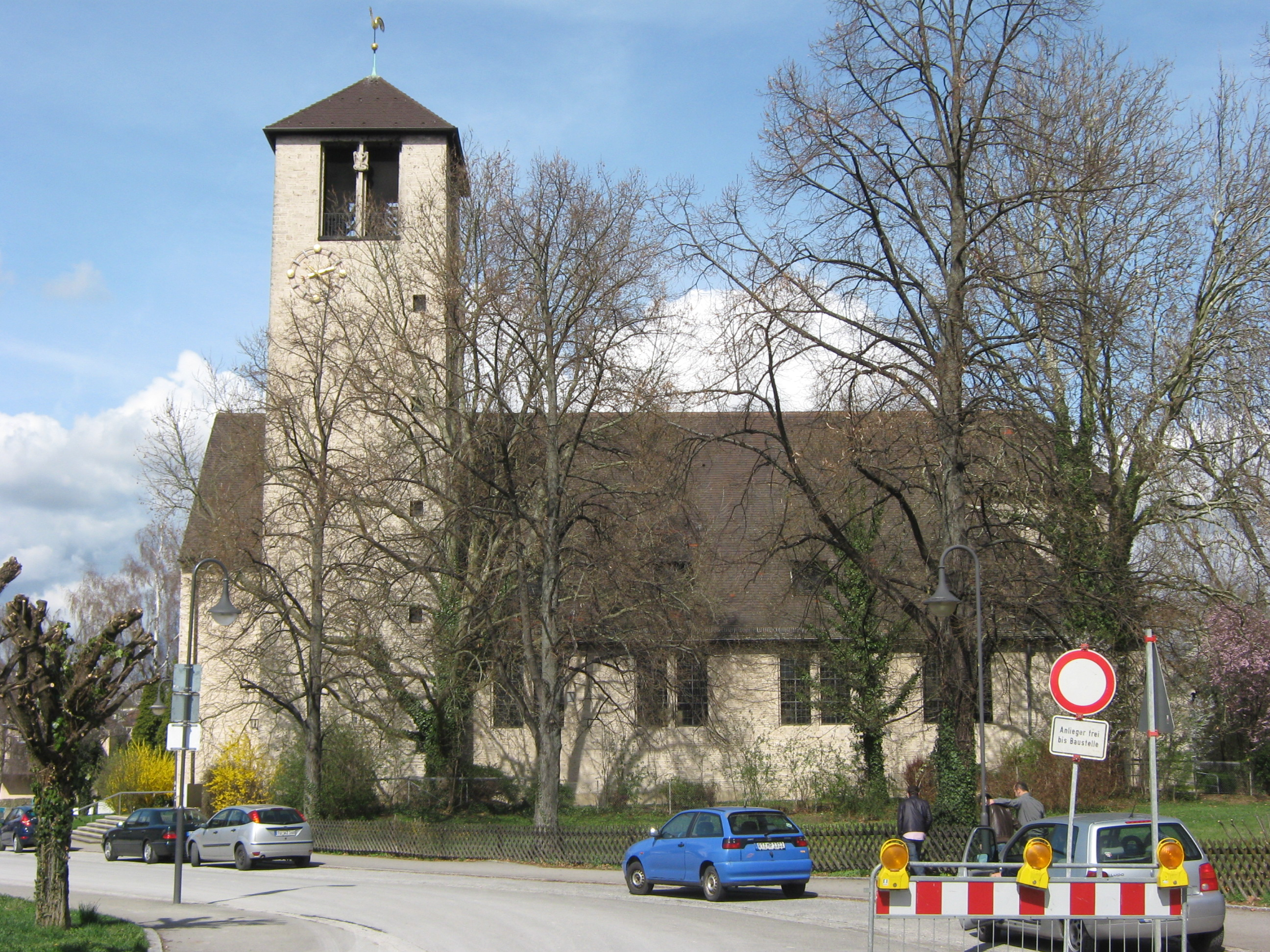
Christuskirche, Reutlingen 1936
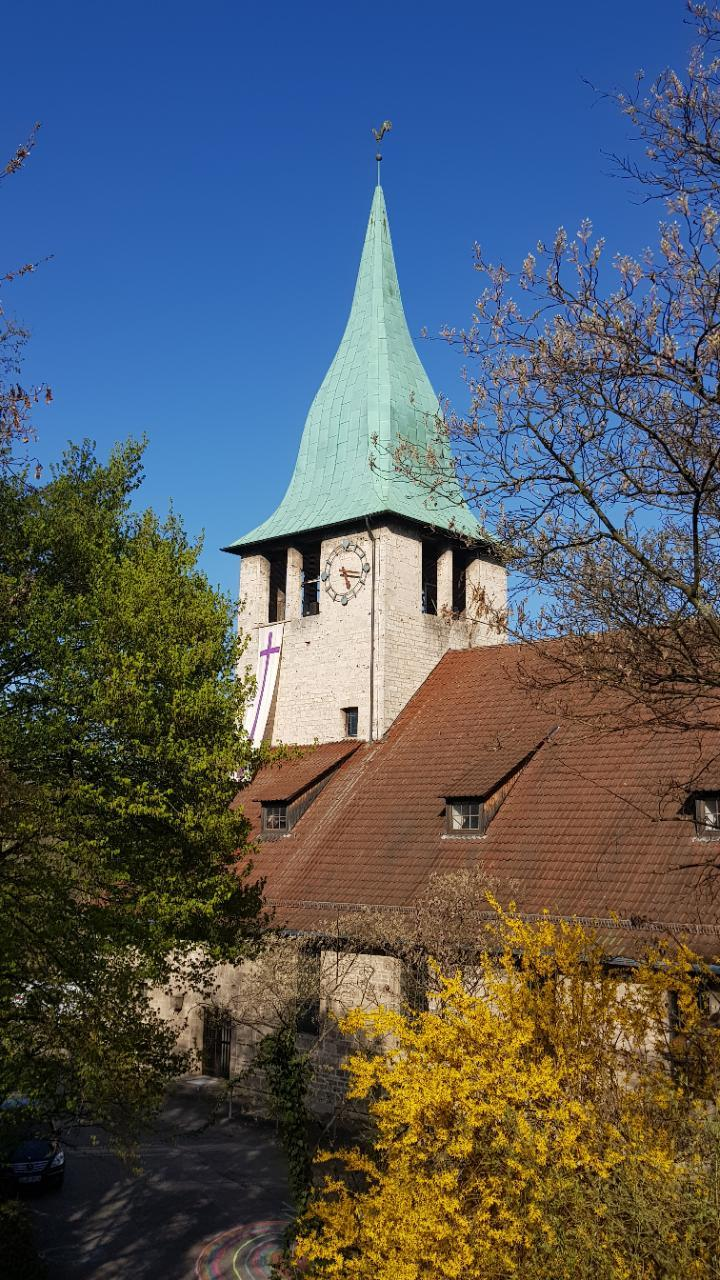
Thomaskirche, Kaltental 1938
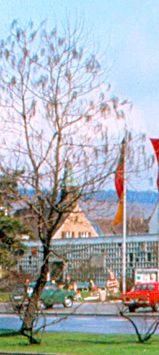
Pauluskirche, Heilbronn 1949–1972
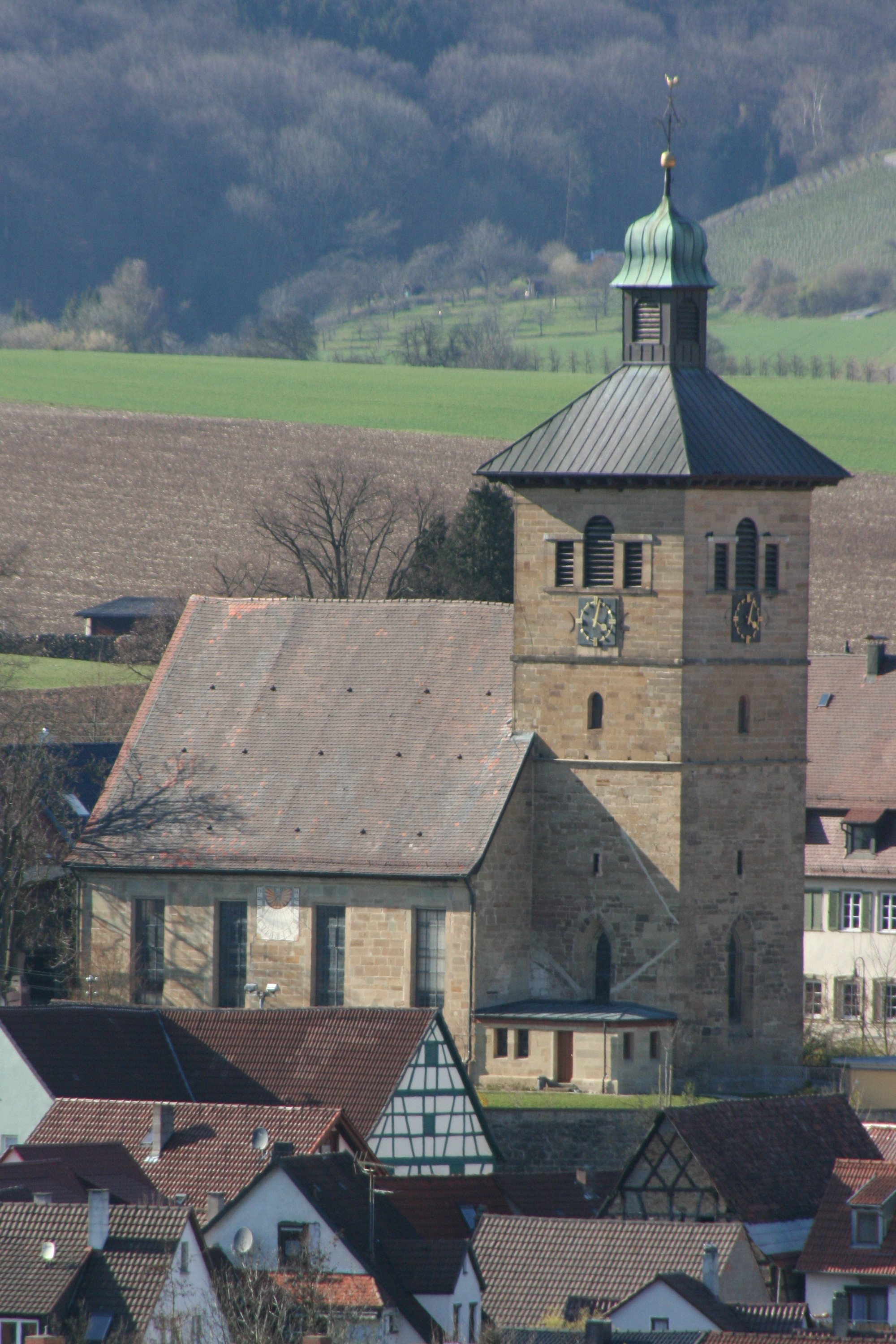
Neubau der Sakristei an der Ulrichskirche, Eberstadt 1953
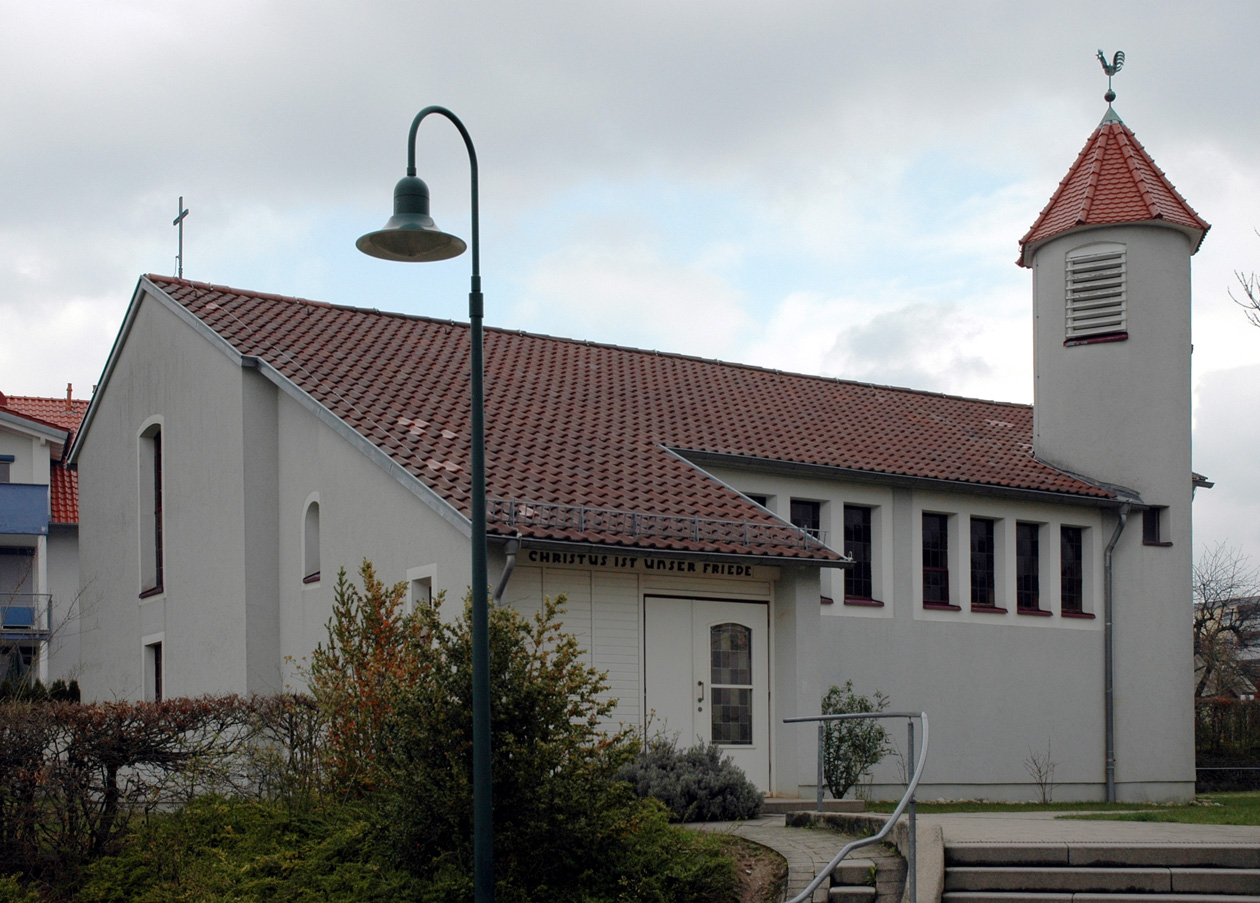
Christuskirche, Oedheim 1957
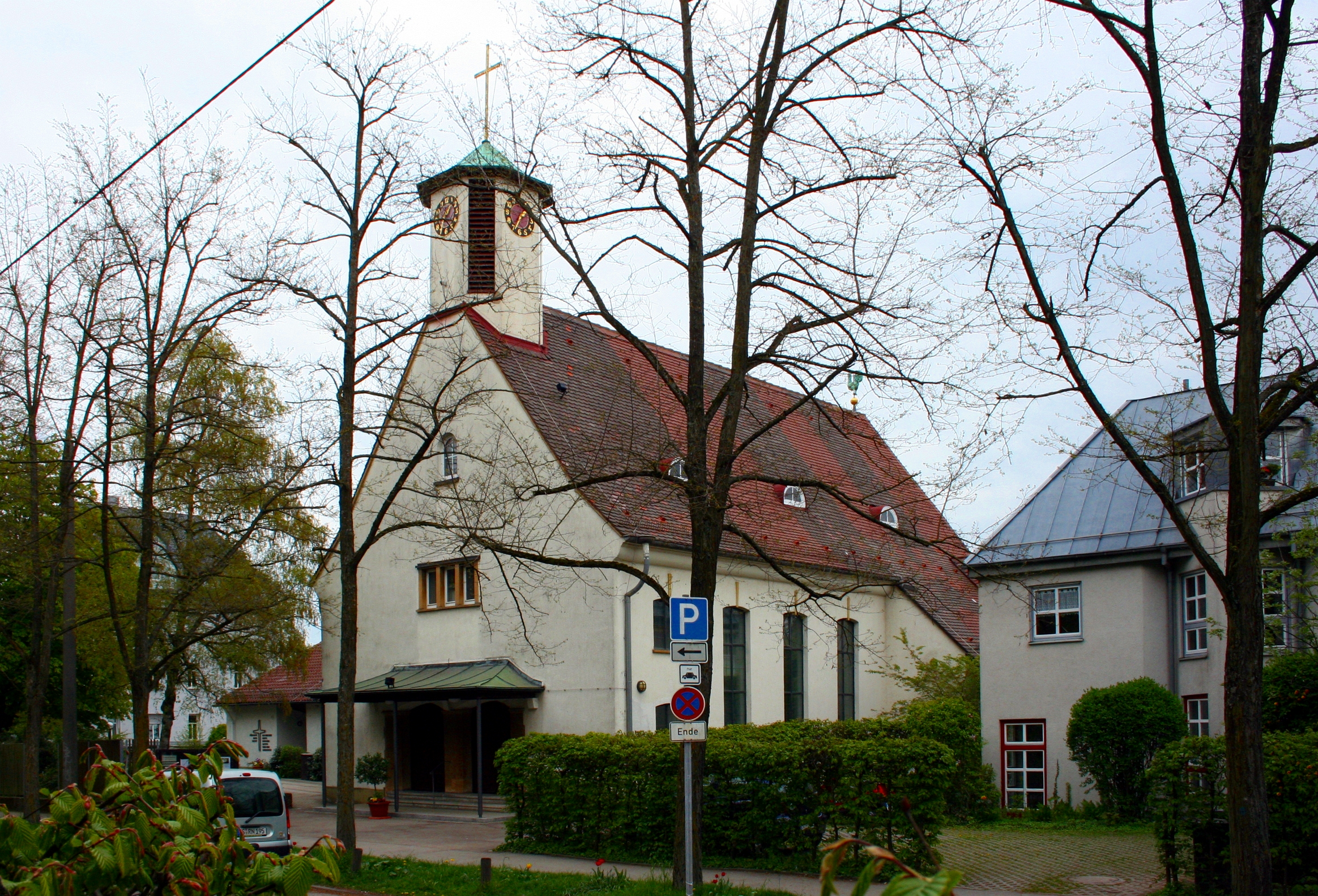
Anbau an die Waldkirche, Stuttgart-Nord 1959
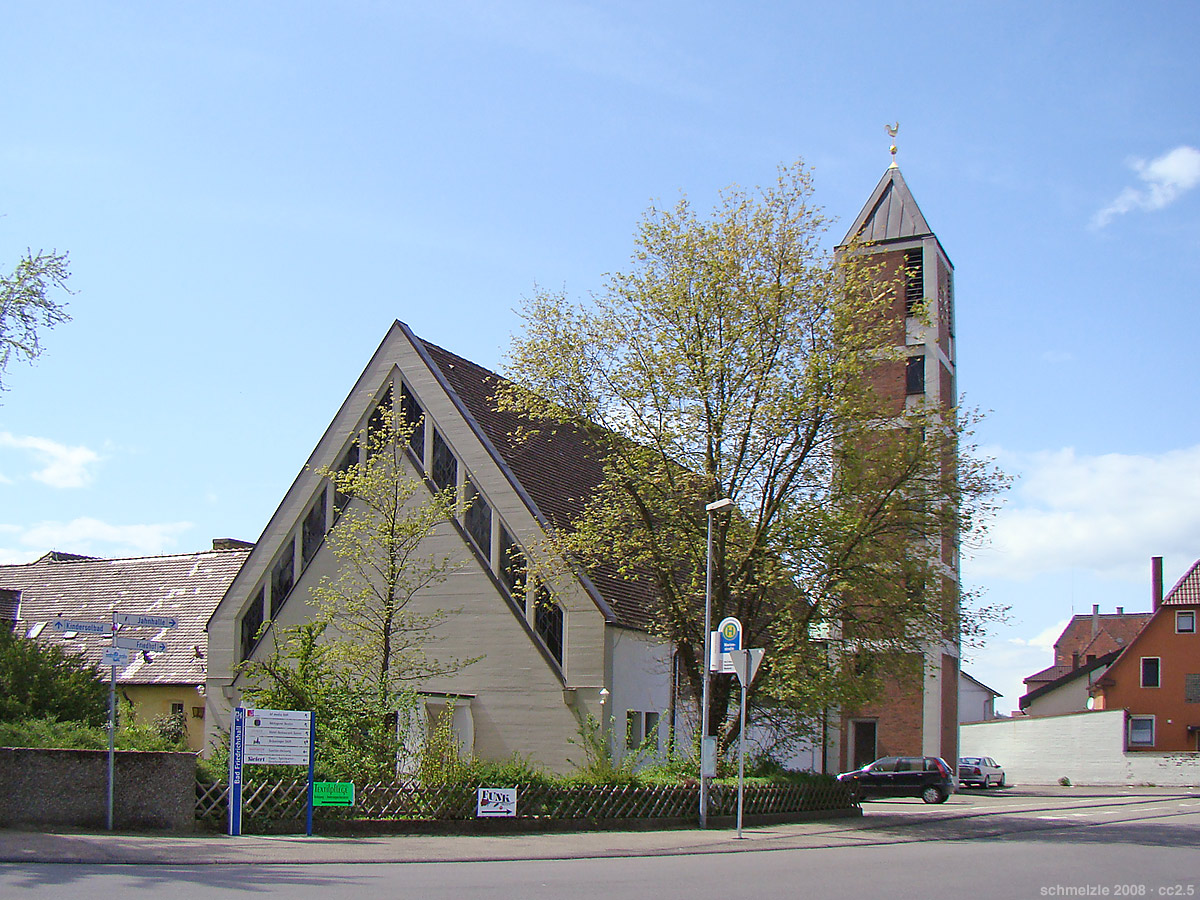
Erlöserkirche, Jagstfeld 1967

### Wiederaufbauten oder Renovierungen
- 1946–1974: Heilbronn, Ev. Kilianskirche (Wiederaufbau)[18][19]
- 1946–1953: Stadtkirche Löwenstein (Wiederaufbau)[20]
- 1948: Heilbronn, Ev. Nikolaikirche: Wiederaufbau (mit Gerhard Marcks, Hans Volkart, Karl Gonser)[21]
- 1948: Bad Friedrichshall-Kochendorf, Ev. Sebastianskirche (Wiederaufbau)[22]
- 1950: Stuttgart-Kaltental, Thomaskirche (Wiederaufbau)[23]
- um 1950: Nordheim, Ev. Bartholomäuskirche (Wiederaufbau)[24]
- 1950er Jahre: Langenbrettach-Brettach, Ev. Ägidiuskirche (Innenrenovierung)[25][26]
- 1956: Maienfels, Ev. Burgkirche (Renovierung)[27]
- 1959: Eschenau, Ev. Wendelinskirche (Renovierung)[28]
- 1968: Stuttgart-Killesberg, Ev. Brenzkirche (Renovierung)
- 1969: Nagold, Ev. Stadtkirche/Johanneskirche (Umbau)[29]

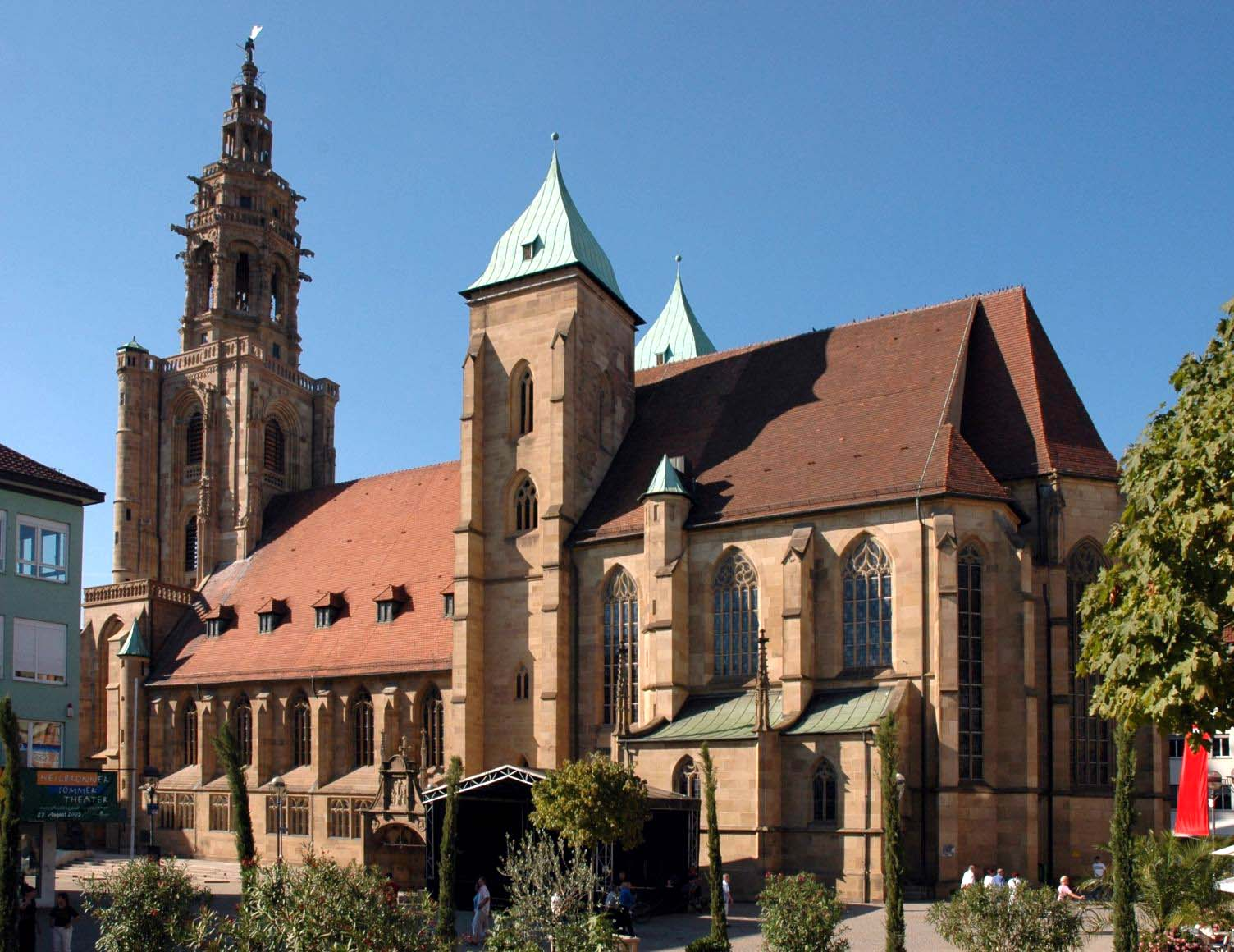
Kilianskirche, Heilbronn, Wiederaufbau 1946
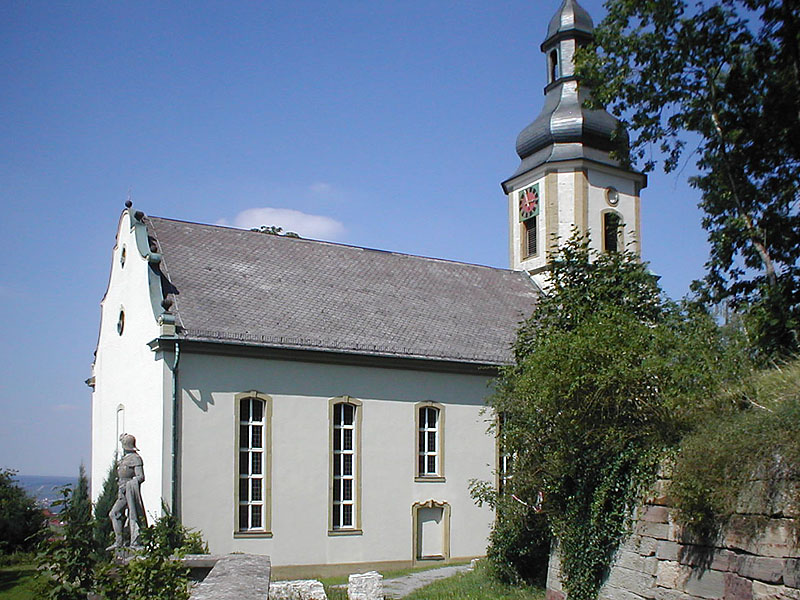
Stadtkirche, Löwenstein, Wiederaufbau 1946
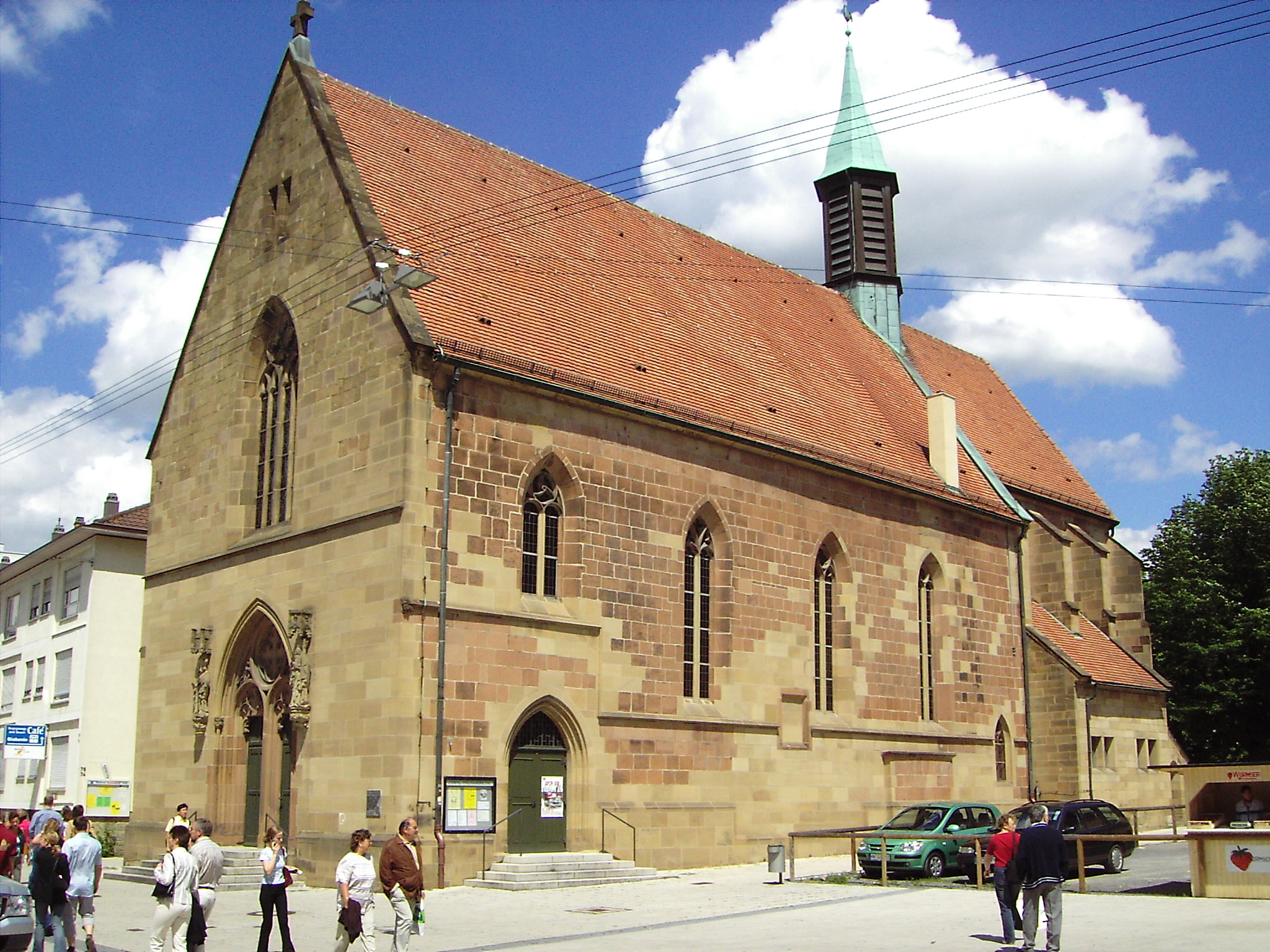
Nikolaikirche, Heilbronn, Wiederaufbau 1948
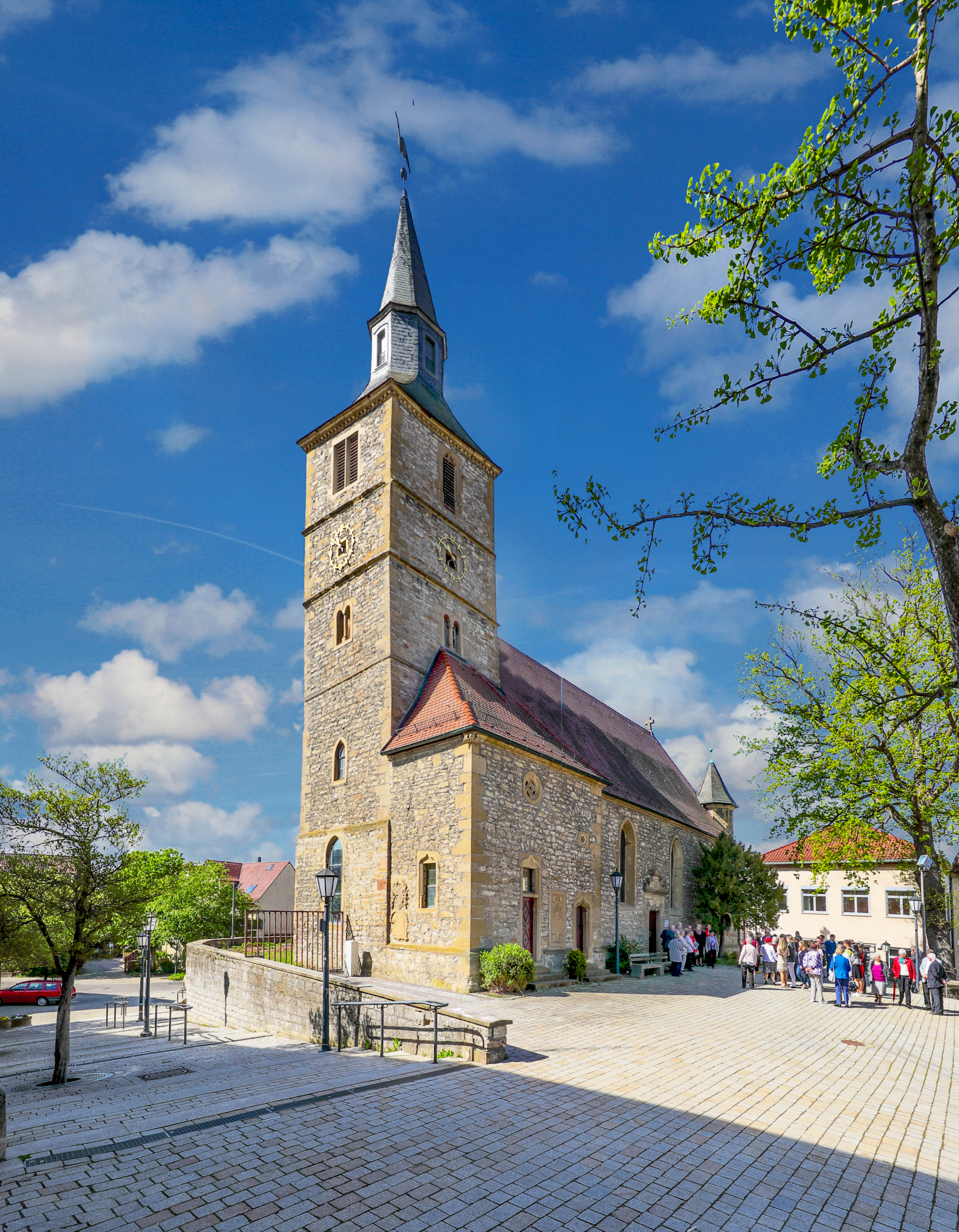
Sebastianskirche, Bad Friedrichshall-Kochendorf, Wiederaufbau 1948
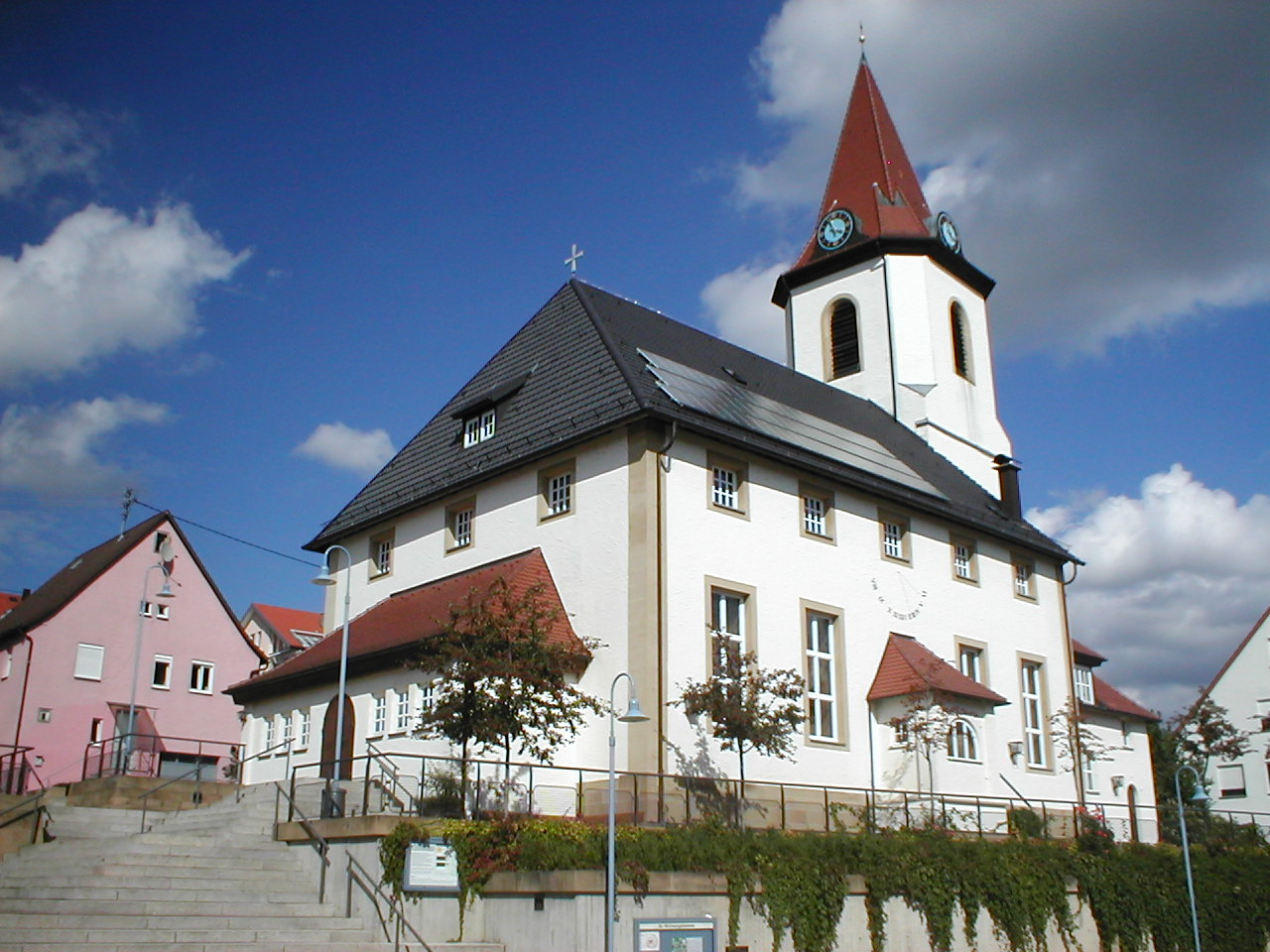
Batholomäuskirche, Nordheim, Wiederaufbau um 1950
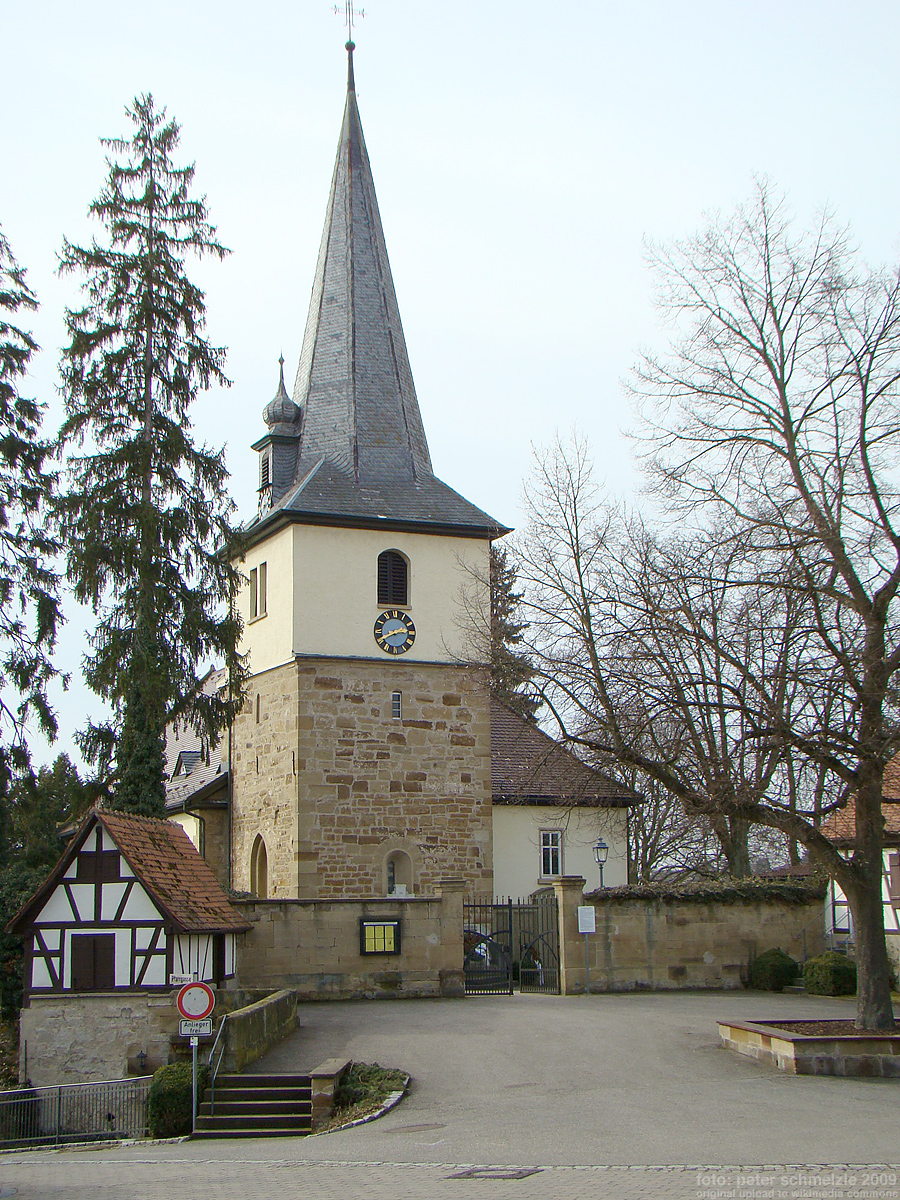
Ägidiuskirche, Brettach, Wiederaufbau 1950er Jahre
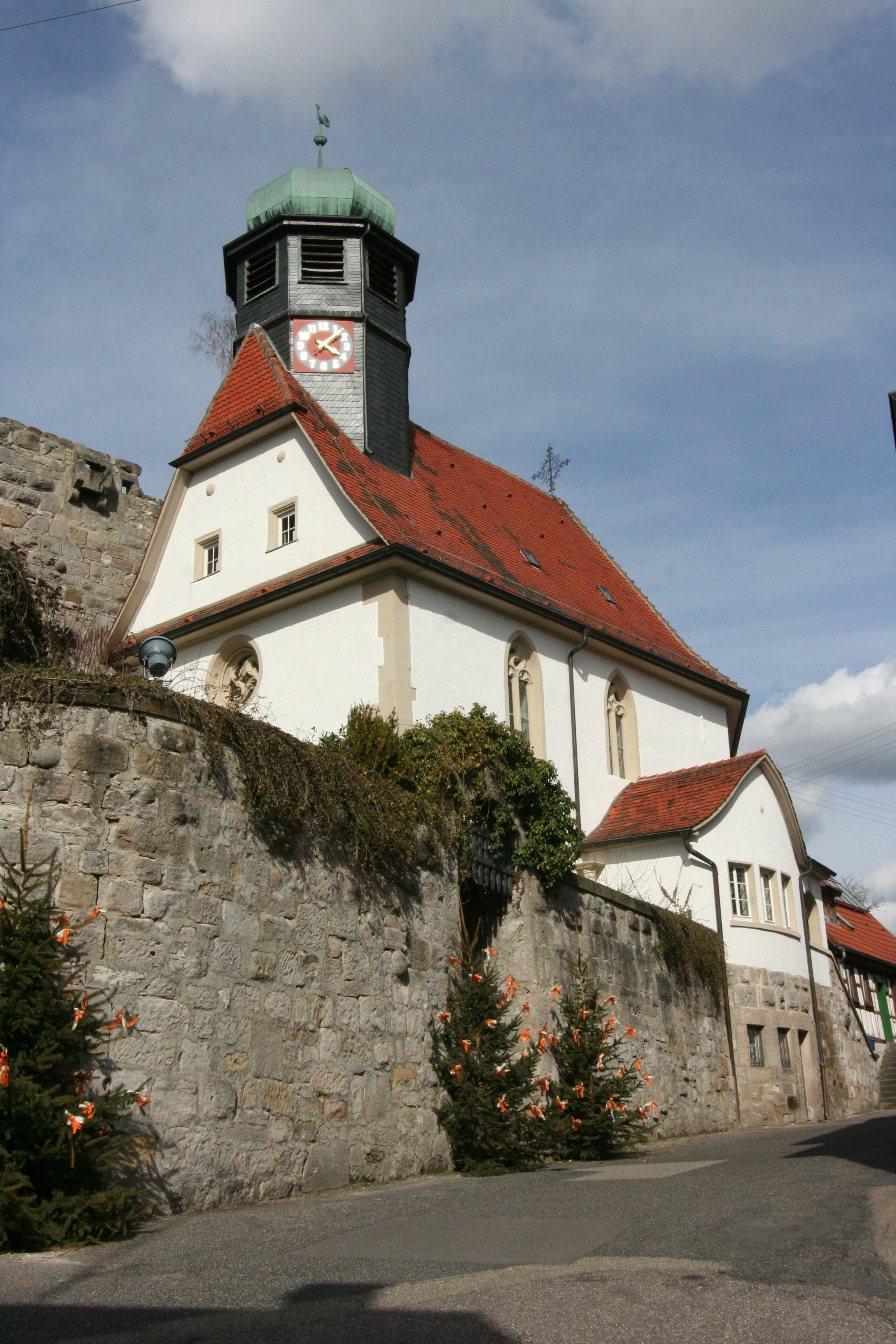
Burgkirche, Maienfels, Renovierung 1956
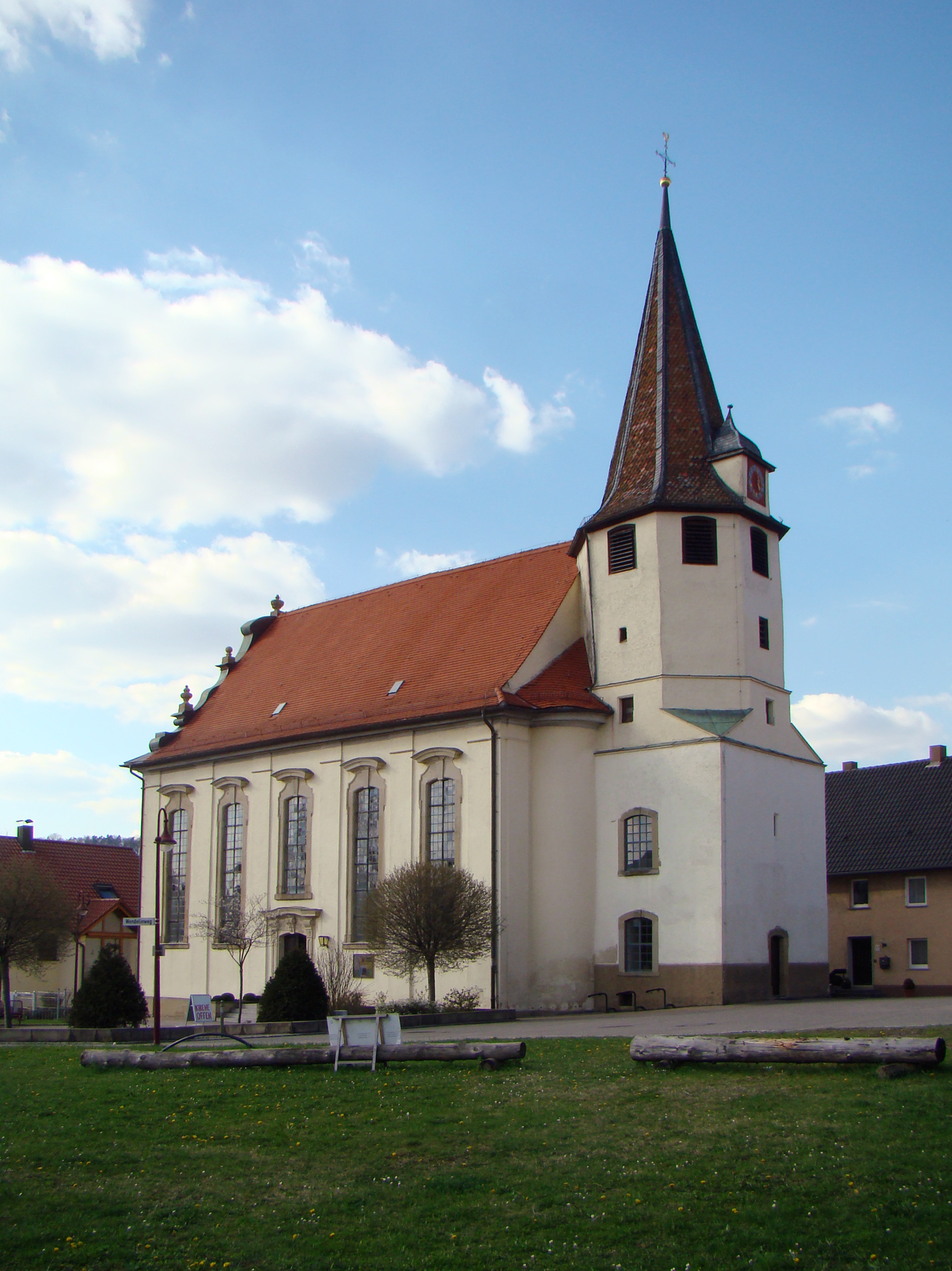
Wendelinskirche, Eschenau, Renovierung 1959
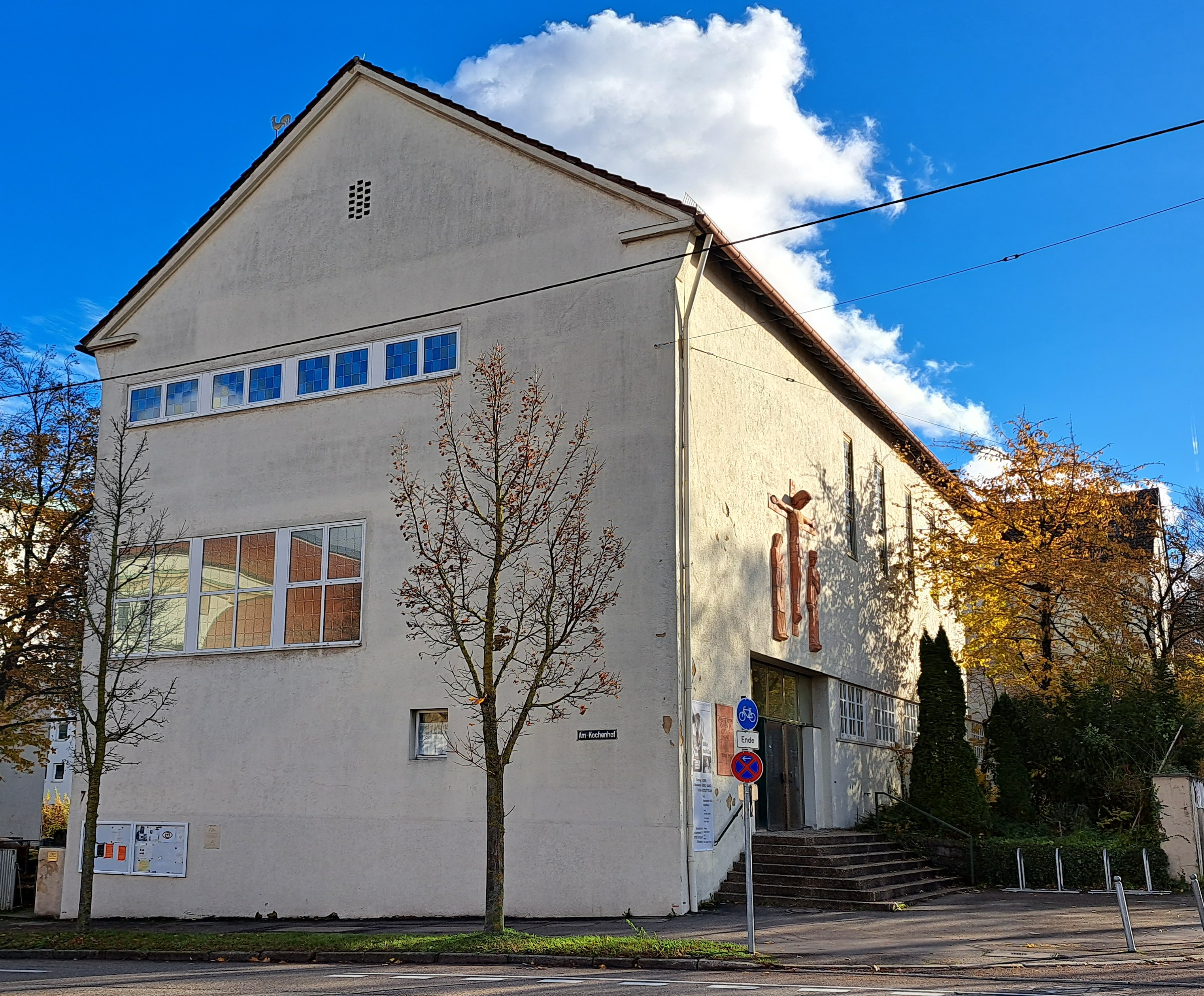
Brenzkirche, Stuttgart, Renovierung 1968
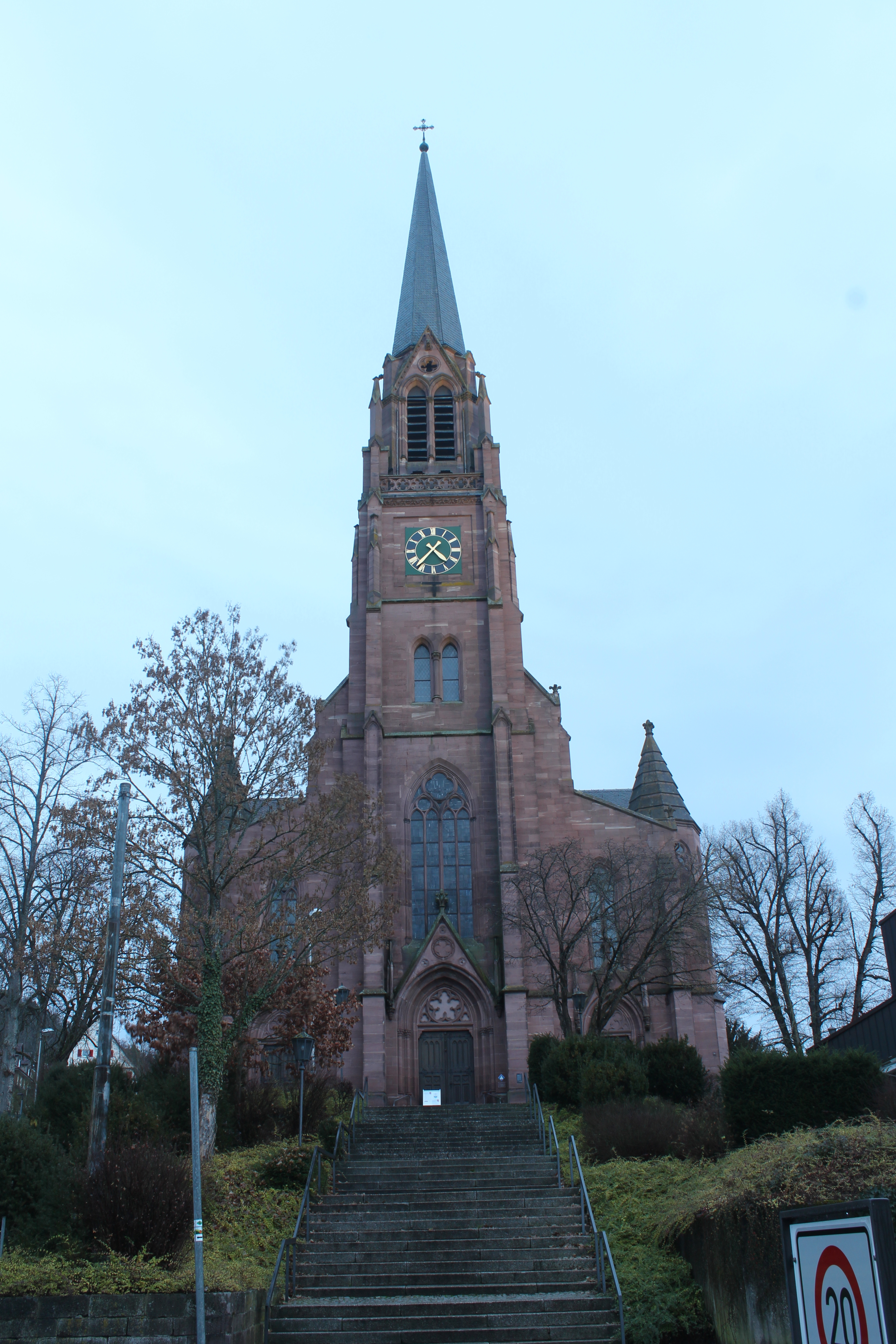
Stadtkirche, Nagold, Umbau 1969